# Silo rufescens
Silo rufescens är en nattsländeart som först beskrevs av Jules Pièrre Rambur 1842.  Silo rufescens ingår i släktet Silo och familjen grusrörsnattsländor. Inga underarter finns listade i Catalogue of Life.